# Atlantic Airlines (Honduras)
Atlantic Airlines de Honduras – honduraska linia lotnicza z siedzibą w Tegucigalpa. Została założona w 2001 i obsługuje regularne połączenia w Ameryce Środkowej. Głównym węzłem jest port lotniczy Golosón.

## Flota
Flota składa się z:
- 1 Boeing 737-200
- 1 Fairchild F27F
- 1 Fokker F27 Mk500F
- 1 Hawker Siddeley HS 748
- 12 Let L-410 UVP-E